# Морено, Трессор
Мальер Трессор Морено Бальдрих (исп. Malher Tressor Moreno Baldrich; родился 11 января 1979 года в Риосусио, Колумбия) — колумбийский футболист, атакующий полузащитник «Депортиво Хуальгайок» и сборной Колумбии.

## Клубная карьера
Морено воспитанник футбольной академии «Кортулуа». В 1999 году он начал свою профессиональную карьеру в перуанском клубе «Альянса Лима», в составе которой в первом же сезоне выиграл чемпионат Перу. За команду он провел 40 матчей и забил 16 мячей, образовав в паре с Клаудио Писарро самый результативный дуэт перуанского первенства. За время выступления за "Альянс"у Трессор был признан одним из лучших иностранных футболистов, выступающих в Перу. После окончании сезона он вернулся в Колумбию, где подписал соглашение с «Атлетико Насьональ». В 34 матчах он забил 11 мячей и помог своей новой команде выиграть Кубок Мерконорте.
Результативность Трессора привлекала внимание европейских клубов и летом 2000 года он перешёл во французский «Метц». Несмотря на постоянное место в основе, Морено не показывал выдающейся игры и в 2002 году был отдан в аренду «Америку Кали». В составе нового клуба Трессор выиграл чемпионат Колумбии. Вторую половину сезона 2002 он провел в «Индепендьенте Медельин» с которым вновь стал чемпионом. После возвращения во Францию Морено выступал более успешно, но не смог помочь своей команде избежать вылета. После окончания контракта с клубом он вернулся в Колумбию, где на протяжении двух лет выступал за «Депортиво Кали» и «Онсе Кальдас».
В 2005 году Морено перешёл в мексиканскую «Некаксу», где был одной из главных звезд команды. После окончания сезона он подписал контракт с «Веракрус», из которого также ушел по окончании сезона. В 2007 году Трессор подписал контракт с «Сан-Луисом». Новой команде он помог в Южноамериканском кубке 2008, забив мячи в ворота «Депортиво Кито» и «Аргентинос Хуниорс», а также в Кубке Либертадорес 2009. За «Сан-Луис» Трессор провел 89 матче и забил 16 голов. В 2010 году он выступал на правах аренды за «Индепендьенте Медельин».
8 февраля 2011 года Морено подписал контракт с бразильским клубом «Баия», но так и не сыграл за него ни одного официального матча. Летом 2011 года Трессор перешёл в чилийский «Сантьяго Уондерерс». 20 августа в матче против «Палестино» он дебютировал в чилийской Примере. 29 октября в поединке против «Аудакс Итальяно» Морено забил свой первый гол за команду.
2 февраля 2012 года Трессор на правах краткосрочной аренды перешёл в «Сан-Хосе Эртквейкс». 18 марта в матче против «Хьюстон Динамо» Морено дебютировал в MLS.
Зимой 2013 года Морено перешёл в «Атлетико Уила». 3 февраля в матче против «Атлетико Насьональ» он дебютировал за новую команду. 11 марта в поединке против «Атлетико Хуниор» Трессор забил свой первый гол за новый клуб.

## Международная карьера
В 2000 году Морено дебютировал за молодёжную сборную Колумбии на Турнире в Тулоне, где он был признан Лучшим футболистом соревнования, стал лучшим бомбардиром и помог национальной команде завоевать золотые медали.
25 июля 2000 года в матче против сборной Эквадора Трессор дебютировал за сборную Колумбии. 6 июня 2004 года в поединке отборочного раунда Чемпионата Мира 2006 против сборной Уругвая он забил свой первый гол за национальную команду. В том же году он Морено попал в заявку сборной на участие в Кубке Америки. На турнире он забил два гола в поединках против сборных Венесуэлы и Коста-Рики.
В 2005 году Морено вместе с национальной командой принял участие в Золотом кубке КОНКАКАФ. На турнире в матче против сборной Гондураса он забил гол, реализовав пенальти.

### Голы за сборную Колумбии
| #   | Дата         | Противник  | Счёт | Результат | Соревнование                           |
| --- | ------------ | ---------- | ---- | --------- | -------------------------------------- |
| 01. | 6 июня 2004  | Уругвай    | 2:0  | 5:0       | Чемпионата Мира 2006 отборочный турнир |
| 02. | 27 июня 2004 | Аргентина  | 1:0  | 2:0       | Товарищеский матч                      |
| 03. | 6 июля 2004  | Венесуэла  | 1:0  | 1:0       | Кубок Америки 2004                     |
| 04. | 17 июля 2004 | Коста-Рика | 2:0  | 2:0       | Кубок Америки 2004                     |
| 05. | 8 июня 2005  | Эквадор    | 1:0  | 3:0       | Чемпионата Мира 2006 отборочный турнир |
| 06. | 8 июня 2005  | Эквадор    | 2:0  | 3:0       | Чемпионата Мира 2006 отборочный турнир |
| 07. | 10 июля 2005 | Гондурас   | 1:0  | 1:2       | Золотой кубок КОНКАКАФ 2005            |

## Достижения
Командные
 «Альянса Лима»
- Чемпионат Перу по футболу — 1999

 «Атлетико Насьональ»
- Обладатель Кубка Мерконорте — 2000

 «Америка Кали»
- Чемпионат Колумбии по футболу — Апертура 2002

 «Индепендьенте Медельин»
- Чемпионат Колумбии по футболу — Финалисасьон 2002